# Honaunau-Napoopoo
Honaunau-Napoopoo est une localité du comté d'Hawaï, à Hawaï, aux États-Unis d'Amérique.

## Démographie
| 2000  | 2010  | - | - | - | - |
| ----- | ----- | - | - | - | - |
| 2 261 | 2 567 | - | - | - | - |

Le recensement de 2010 a indiqué une population de 2 567 habitants.